# 麻吉伴郎
是一部2009年的美國喜劇電影，由約翰·漢柏執導。由保羅·路德、傑森·席格爾等主演。電影于2009年3月20日在北美首映。影片取得了不錯的評價和票房收入。

## 演員
- 保羅·路德 飾 Peter Klaven
- 傑森·席格爾 飾 Sydney Fife
- 拉什达·琼斯 飾 Zooey Rice
- 安迪·森堡 飾 Robbie Klaven
- 喬許·庫克 飾 Alan，Robbie的男朋友
- J·K·西蒙斯 飾 Oswald Klaven
- 简·柯廷 飾 Joyce Klaven
- 潔米·佩絲莉 飾 Denise McLean
- 莊·法來奧 飾 Barry McLean
- 莎拉·伯恩斯（英语：Sarah Burns） 飾 Hailey
- 盧·弗里基諾 飾 他自己
- 羅伯·許伯爾 飾 Tevin Downey
- 阿茲·安薩里 飾 Eugene
- 尼克·克羅爾（英语：Nick Kroll） 飾 Larry
- 邁克爾·茲科（英语：Mather Zickel） 飾 Gil
- 托馬斯·列儂 飾 Doug Evans
- 莫瑞·戈申滋（英语：Murray Gershenz） 飾 Mel
- 喬·洛·特魯格里奧 飾 Lonnie
- 傑伊·錢德拉薩卡（英语：Jay Chandrasekhar） 飾 Barry的朋友
- 大衛·克倫荷茨 飾 Sydney的朋友
- 卡拉·嘉洛（英语：Carla Gallo） 飾 Zooey的朋友
- 賴瑞·威爾莫（英语：Larry Wilmore） 飾 部長
- 匆促樂團 飾 他們自己
- OK Go 飾 婚禮樂團"Tastes Like Chicken"

## 外部連結
- 官方网站
- 互联网电影数据库（IMDb）上《I Love You, Man》的资料（英文）
- 爛番茄上《I Love You, Man》的資料（英文）
- Metacritic上《I Love You, Man》的資料（英文）